# Westerrönfeld
Westerrönfeld – miejscowość i gmina w Niemczech, w kraju związkowym Szlezwik-Holsztyn, w powiecie Rendsburg-Eckernförde, wchodzi w skład Związku Gmin Jevenstedt.

## Współpraca
- Tinglev, Dania
- Züssow, Meklemburgia-Pomorze Przednie[1]